# Emeryson
Emeryson je nekdanje britansko moštvo Formule 1, ki je v prvenstvu sodelovalo v sezoni 1956 ter med sezonama 1961 in 1962. Za moštvo so nastopali Paul Emery, Andre Pilette, Lucien Bianchi, Olivier Gendebien, Tony Settember in Wolfgang Seidel.

## Rezultati Svetovnega prvenstva Formule 1

### Emeryson
(legenda)
| Leto | Šasija       | Motor     | Gume | Dirkača        | 1   | 2   | 3   | 4   | 5   | 6   | 7   | 8   | 9   | Toč | Prv |
| ---- | ------------ | --------- | ---- | -------------- | --- | --- | --- | --- | --- | --- | --- | --- | --- | --- | --- |
| 1956 | Emeryson Mk1 | Alta S4   | ?    |                | ARG | MON | 500 | BEL | FRA | VB  | NEM | ITA |     | -   | -   |
| 1956 | Emeryson Mk1 | Alta S4   | ?    | Paul Emery     |     |     |     |     |     | Ret |     |     |     | -   | -   |
| 1962 | Emeryson Mk2 | Climax S4 | D    |                | NIZ | MON | BEL | FRA | VB  | NEM | ITA | ZDA | JAR | 0   | NC  |
| 1962 | Emeryson Mk2 | Climax S4 | D    | Tony Settember |     |     |     |     | 11  |     | Ret |     |     | 0   | NC  |

### Netovarniška moštva
(legenda)
| Leto | Moštvo                 | Šasija                     | Motor       | Gume | Dirkač            | 1   | 2   | 3   | 4   | 5  | 6   | 7   | 8   | 9   |
| ---- | ---------------------- | -------------------------- | ----------- | ---- | ----------------- | --- | --- | --- | --- | -- | --- | --- | --- | --- |
| 1961 |                        |                            |             |      |                   | MON | NIZ | BEL | FRA | VB | NEM | ITA | ZDA |     |
| 1961 | André Pilette          | Emeryson P                 | Climax S4   | D    | André Pilette     |     |     |     |     |    |     | DNQ |     |     |
| 1961 | Equipe Nationale Belge | Emeryson 1001 Emeryson Mk2 | Maserati S4 | D    | Lucien Bianchi    | DNQ |     |     |     |    |     |     |     |     |
| 1961 | Equipe Nationale Belge | Emeryson 1001 Emeryson Mk2 | Maserati S4 | D    | Olivier Gendebien | DNQ |     |     |     |    |     |     |     |     |
| 1962 |                        |                            |             |      |                   | NIZ | MON | BEL | FRA | VB | NEM | ITA | ZDA | JAR |
| 1962 | Ecurie Maarsbergen     | Emeryson 1006              | Climax S4   | D    | Wolfgang Seidel   | NC  |     |     |     |    |     |     |     |     |